# Babylon (Omega XIII)
A Babylon az Omega együttes tizenharmadik magyar stúdióalbuma, 1987-ből. Az 1995-ös Trans and Dance c. lemezük előtti utolsó nagylemez. Az album népszerűsége nem volt túl nagy, mindössze 80-90 000 példány kelt el a lemezből. Ennek ellenére a címadó Babylon és a Hajnali óceán c. dalok népszerűek lettek.

## Kiadások
| Év   | Kiadó           | Formátum | Sorszám              | Megjegyzések |
| ---- | --------------- | -------- | -------------------- | --- |
| 1987 | MHV Favorit     | LP       | SLPM 37097           | |
| 1987 | MHV             | MC       |                      | |
| 1994 | Hungaroton Mega | CD       | HCD 37097 (93/M-134) | |
| 2004 | Hungaroton Mega | CD       | HCD37097             | Felújított kiadás angol bónuszdalokkal, az Antológia vol. 5. 1985–2000 – Rock albumok részeként és önállóan is megjelent. |
| 2015 | Hungaroton      | CD       |                      | LP Anthology – Az Omega első 13 albumának gyűjteményes kiadása, az eredeti lemezek hangzásával és dallistájával.          |

## Dalok
A dalokat kollektíven az Omega jegyzi zeneszerzőként, szövegíró Trunkos András, kivétel a Hajnali óceán, Gonosz város és Holdvirág, amelyek szövegét Ambrózy István írta.

### Első oldal
1. Babylon
2. Hajnali óceán
3. Harangok
4. Gonosz város

### Második oldal
1. Holdvirág
2. Júdás
3. Segíts nekem!
4. Utolsó ítélet

### Bónusz a 2004-es kiadáson
A 2004-ben az Antológia-sorozatban megjelent felújított kiadásra három dal angol változata került fel egy addig kiadatlan demófelvételről, amely Dark Side of the Earth címen bootleg-felvételként terjedt. Bár a demó tartalmazta a Babylon angol változatát is (Tower of Babel), a dal kimaradt a bónuszanyagból. A szövegeket Ambrózy István fordította angolra.
1. Lady Moon (Holdvirág)
2. Morning Light (Hajnali óceán)
3. Home Again (Segíts nekem!)

## Közreműködött
- Omega
  - Benkő László – billentyűs hangszerek
  - Debreczeni Ferenc – akusztikus és elektronikus dob, ütőhangszerek
  - Kóbor János – ének, vokál, komputer-programok
  - Mihály Tamás – basszus, komputer-programok
  - Molnár György – gitár, gitár-szintetizátor
- Mohai Tamás – gitár
- Muck Ferenc – szaxofon
- Trunkos András – komputer-programok